# Silnice II/379
Silnice II/379 je silnice II. třídy na jižní Moravě (převážně Jihomoravský kraj), která spojuje regionální střediska Velkou Bíteš, Tišnov, Blansko a Vyškov. Dosahuje délky 71 km. Obchází ze severu brněnskou aglomeraci a je páteřní komunikací jižní části Drahanské vrchoviny.
V letech 2017 a 2018 má dojít k opravám křižovatky silnic II/379 a III/3792 mezi Velkou Bíteší a Křovím.

## Vedení silnice

### Kraj Vysočina

#### Okres Žďár nad Sázavou
- Velká Bíteš, vyústění z II/602
- odbočka Březské, Vlkov
- odbočka Křoví
- odbočka Pánov

### Jihomoravský kraj

#### Okres Brno-venkov
- odbočka Svatoslav
- odbočka Braníškov
- Deblín
- Čížky
- Žernůvka
- Závist
- Tišnov
  - křížení s II/385
  - odbočení II/377
- Drásov
- Malhostovice
- Nuzířov

#### Okres Blansko
- Lipůvka, krátká peáž s I/43
- Svinošice (obchvat)
- Šebrov
- Svatá Kateřina (obchvat)
- odbočka Olomučany, propojení na II/374
- Blansko
  - odbočka Klepačov
  - křížení s II/374
- odbočka Skalní Mlýn
- Lažánky
- odbočka Rudice
- Jedovnice, peáž s II/373
- Kotvrdovice
- odbočení II/378
- Senetářov

#### Okres Vyškov
- Podomí
- Ruprechtov
- odbočka Račice
- Ježkovice
- odbočka Pístovice
- Drnovice
- Vyškov, zaústění do II/430